# Brekkestø
Brekkestø är en ort i Lillesands kommun i Agder fylke i södra Norge. Orten ligger vid änden av fylkesväg 3664, på den södra delen av ön Justøya.
Tidigare har orten tillhört dåvarande Vestre Molands kommun.